# Hogun
Hogun el Severo es un personaje que aparece en los cómics publicados Marvel Comics. Es uno de los miembros fundadores de los Tres Guerreros, un trío Asgardiano de aventureros que son parte de los personajes que acompañan a Thor en el Universo Marvel. 
El personaje es interpretado en el Marvel Cinematic Universe por Tadanobu Asano en las películas Thor (2011), Thor: The Dark World (2013) y Thor: Ragnarok (2017).

## Historial de publicaciones
Hogun apareció por primera vez en Journey into Mystery # 119 (agosto de 1965), y fue creado por Stan Lee y Jack Kirby.
El escritor Stan Lee lo imaginó compartiendo varios rasgos con personajes interpretados por el actor Charles Bronson.

## Historia del personaje
Hogun es un miembro de un trío de aventureros Asgardianos que consiste en Fandral el Dashing, Hogun el Sombrío y Volstagg el Valiente y se conoce como los Tres Guerreros. Eran miembros del elenco de reparto en los cómics de Thor de Marvel y generalmente proporcionaban alivio cómico y aventuras secundarias.
Hogun no es Aesir como la mayoría de los Asgardianos. Además, su patria no identificada fue conquistada hace mucho tiempo por Mogul de la Montaña Mística, que mató a los antepasados de Hogun y arrasó la tierra. Durante un tiempo fue aprendiz de los talladores de piedra. Se unió a Volstagg y Fandral para juzgar un desafío y formó una amistad de por vida. Este desafío, la "caricia" del Lobo Fenris, condujo a una derrota humillante para los tres hombres. Después, las leyendas y los cuentos dejarían de referirse a Hogun en términos alegres y usarían nombres duros y negativos.
Que se caracteriza principalmente por su brusca taciturno, y su comportamiento, a menudo mal genio. Él es el pesimista crianza del grupo, a diferencia de Volstagg tiene un buen humor incontenible y su heroísmo impetuoso de Fandral. Él es un guerrero feroz e implacable, un coleccionista de armas y, a menudo la voz de la razón de los Tres Guerreros.
Hogun ha participado en un gran número de aventuras y misiones, como miembro de los Tres Guerreros, como un aliado de Thor, y por su cuenta. Cuando vio por primera vez, Hogun se había unido a la búsqueda del poder que había roto la Espada de Asgard. Poco después de eso, él ayudó a sofocar un motín dirigido por Loki. A continuación, ayudó a repeler un ataque de Flying Trolls en Thryheim. Con Thor, ayudó a derrotar a las fuerzas de Harokin. Con Thor, luego luchó el dragón Fafnir. Con Thor, derrotó el Mogul de la montaña mística, que había destruido la tierra natal de Hogun hace tanto tiempo. Él ayudó a defender Asgard del Destructor. Se encontró con Hulk.
Hogun ayudó a defender Asgard contra Mangog. Se encontró con el Silver Surfer. Con Thor, se enfrentó al Hombre Térmico. Él ayudó a defender Asgard contra Surtur. Él ayudó a Thor escapar de Mephisto. Se deslumbró por el Infinito y se vio obligado a luchar contra Thor, Balder, Sif y otros Asgardianos. Fue liberado de su trance por Loki y Karnilla. Hogun es el primero en luchar cuando Loki se llevan a confrontar de Asgard; en su intento de destruir el anillo de poder del villano con su maza. Este falla y Sif habla Loki fuera de asesinar a Hogun en el acto. Con Thor, fue enviado en una búsqueda por Odin, pero regresó para ayudar a defender Asgard contra Mangog de nuevo. Él fue aparentemente destruido por Plutón, pero en realidad fue enviado a la Tierra por Odin. Con Thor, se enfrentó a Ego-Prime, fue exiliado a la Tierra, pero luego secuestrado por Mephisto, y fue finalmente liberado por Thor. Con Thor y compañía, se dispuso en una búsqueda para encontrarlo. Se enfrentó a los esclavistas de Sssthgar, Mercurio y Xorr. Derrotó a los doppelgangers que creó el asistente Igron.
Con Thor, Hogun más tarde luchó contra Zarrko el Hombre Mañana. Derrotó a los ladrones de cambio de diamantes en Nueva York. Con Thor, ayudó a deponer a los usurpadores Mangog y Igron. Con Thor, se dispuso en una búsqueda para encontrar a Odin, que había desaparecido de nuevo. Luchó contra Spoor, la Gárgola Gris, y el alma de supervivientes. Derrotó a Skurge y la Encantadora. Luchó el Destructor y Loki. Él ayudó a defender Asgard contra Ragnarok. Se enfrentó al dragón Fafnir de nuevo.
Hogun más tarde combatió las fuerzas de Surtur en la Tierra. Más tarde, Volstagg adopta dos muchachos huérfanos de la Tierra, Kevin y Mick. Hogun se da cuenta de los chicos necesitaban algo más con el fin de crecer y prosperar en Asgard. Él les dio porciones de las manzanas de Idunn, una fruta que dieron los dioses de larga vida y fuerza. Hogun y Fandral también transmiten a los chicos que cualquier niño de Volstagg de su hijo es así y se realizará una vigilancia en cuenta.
Luego fue enviado a la Tierra para localizar Thor, pero sufrió una conmoción cerebral y la demencia. Se enfrentó a Daredevil, y Seth lo marco por la muerte. Hogun aprendido el valor del engaño y de la tontería más de un golpe maza en una aventura que guardan un asolado padrino y salvó Asgard de la ruina. Ayudó para defender Asgard contra las fuerzas de Seth. En su búsqueda con Thor para buscar a Ulagg el Gran Hechicero, se contó después. Ayudó a Los Vengadores en la batalla contra Blastaar. Fue rescatado por Flying Trolls por los Nuevos Mutantes. Hogun también luchó contra Ymir y Surtur.
En 2005 una miniserie fue publicada centrado en Thor y sus aliados, los Tres Guerreros, llamado Thor: Juramento de sangre. En ella, Thor y los Tres Guerreros son enviados en una misión como penitencia por matar accidentalmente a un gigante enemigo durante un tiempo de paz. Hogun perdurará heroicamente los asaltos del dios egipcio, Thoth, que gritar tres nombres en el templo de Thoth para cumplir su misión. También fue el único miembro del grupo capaz de dominar el espíritu sanguinario de la lanza de Chulain, y prevenir una campaña criminal. Aunque el grupo falla en su búsqueda, a través del uso de las capacidades únicas de cada guerrero, la aventura finalmente llega a buen fin.
Hogun muere en Ragnarök bastante temprano. Más tarde, sin embargo, que se encuentra vivo y bien y fue restaurado por Thor. Se establece una nueva vida en Asgard. Hogun es uno de los héroes del ejército y de la Tierra Asgardianos base que ayudan a protegerlo durante la invasión del cerco; Norman Osborn había atacado con un ejército de supervillanos de la Tierra.
Cuando el Mjolnir de Thor se desvanece y elige un portador femenino, Hogun y Fandral en búsqueda por toda la galaxia conocida por el Odinson. Esto es especialmente importante como el propio Odin se ha convertido irracional. Volstagg elige permanecer detrás, después de haber tomado muchas funciones, incluyendo el cuidado de amor, la novia de Thor, Jane Foster, que ha enfermado.

## Poderes y habilidades
Hogun posee las habilidades sobrehumanas convencionales de un varón de Asgard.
Posee una fuerza sobrehumana, su fuerza es algo mayor que el de la media de Asgard. Hogun es también extremadamente larga vida, aunque no es inmortal, y las edades a un ritmo mucho más lento que las personas. Los tejidos de su cuerpo también son más resistentes que los de un hombre, lo que hace de él mucho más resistente al daño físico. Si está lesionado, su cuerpo es capaz de curarse a sí mismo con la velocidad y la eficiencia sobrehumana. musculatura y el metabolismo superior de Hogun, le otorga a niveles sobrehumanos de resistencia. Como todos los Asgardianos, sus huesos, la piel y el músculo son mucho más densas que la de un hombre, que ayuda a contribuir a su fuerza sobrehumana y durabilidad.
Es un excelente guerrero campo de batalla en general, un excelente combatiente y jinete mano a mano. Él es altamente competente en el uso de todas las armas de Asgard, y es un maestro de armas contundente, especialmente la maza. También es a veces armado con una espada. También ha demostrado habilidad en el área de la medicina campo de batalla y artes de la curación, a pesar de que no tiene la pretensión de ser un sanador de cualquier dominio real. También ha utilizado el Elixir de la recuperación, una poción médica asgardiana.

## Otras versiones

### Tierra X
En la realidad alternativa de la Tierra X, los asgardianos eran en realidad extraterrestres que fueron manipulados por los celestiales para creer que eran los dioses del mito nórdico. Cuando se reveló la mentira, "Hogun" y los otros asgardianos resumieron brevemente su forma alienígena, pero más tarde regresaron a sus formas asgardianas. Hogun fue visto nuevamente cuando los Tres Guerreros fueron enviados contra el Doctor Strange, quien había dirigido una fuerza a Asgard para rescatar a Clea. Hogun y sus amigos murieron en la batalla.

### Marvel Adventures
Los Tres Guerreros aparecen brevemente en el universo de Marvel Adventures en una capacidad de apoyo.

### Marvel Zombies
En el universo alternativo de Marvel Zombies, muchos héroes asisten a la sesión informativa de Nick Fury sobre cómo lidiar con la plaga de zombis, incluido Hogun.

### Mutante X
Hogun fue uno de los muchos que lucharon contra Beyonder y murieron en el universo de Mutante X.

### Thor: The Mighty Avenger
Un joven Thor se encuentra con los Tres Guerreros en Thor: The Mighty Avenger. Guardan un secreto que no pueden decir, es decir, por qué los recuerdos de Thor están destrozados.

### Ultimate Marvel
Hogun y con los Tres Guerreros aparecen en Ultimate Marvel, apareciendo por primera vez en Ultimate Comics: Thor, una precuela de The Ultimates, al igual que con Fandral y Volstagg, se muestra dispuesto a sacrificarse para retrasar una invasión de los Gigantes de Hielo. Más tarde es asesinado, junto con todos los demás asgardianos, además de Thor en Ultimate Comics: The Ultimates. Su espíritu, entre los de los otros guerreros caídos, se le aparece a Thor y le informa que se ha "convertido en" Valhalla al ser el último de su clase.

## En otros medios

### Televisión
- Hogun (junto a los otros Tres Guerreros) aparece en El escuadrón de superhéroes, episodio "Oh Hermano". Él y los otros tres guerreros, se muestran la lucha contra un ejército de Gigantes de Hielo. En "Organismo Mental Diseñado sólo para Besar" y "Invasor de la dimensión oscura", él, Fandral y Volstagg se ofrecen en un flashback estar en una banda con Thor.
- Hogun aparece en The Avengers: Earth's Mightiest Heroes, episodio "La caída de Asgard".
- Hogun aparece en Hulk and the Agents of S.M.A.S.H. de la primera temporada, episodio "Por Asgard", expresado por Clancy Brown en un acento australiano. Se encarga de ayudar a sus compañeros guerreros, Thor, Heimdall, y los Agentes de S.M.A.S.H. en la lucha contra Malekith el Maldito y sus compañeros elfos oscuros.
- Hogun aparece en Guardianes de la Galaxia, episodio 18, "La Guerra contra Asgard, Parte 1º: El Ataque del Rayo". expresado por Travis Willingham. Acompaña a Thor en la guerra contra Spartax.

### Cine
- Hogun hace una aparición en la película animada directa a video Hulk vs Thor, voz de Paul Dobson. Él, junto con el resto de los Tres Guerreros montar ciegamente fuera para luchar contra Hulk.[53]
- Hogun es un personaje secundario en Thor: Tales of Asgard. Animada directamente para vídeo, expresado de nuevo por Paul Dobson.[54]
- Hogun es interpretado por Tadanobu Asano en el 2011 por Marvel Studios, la película, Thor.[55] Asano repite el papel en Thor: The Dark World.[56] y en Thor: Ragnarok.[57] En Thor: The Dark World revela que esta versión de Hogun es un Vanir de Vanaheim. En Thor: Ragnarok, muere luchando contra Hela, y es el último de los Tres Guerreros en caer sobre ella, Hela mata a Volstagg y Fandral al llegar a Asgard, mientras que Hogun lidera a los soldados del reino contra ella en una batalla final antes de que lo maten.

### Los videojuegos
- Hogun aparece como un personaje desbloqueable en Marvel: Avengers Alliance. Él se gana premio como un personaje después de ganar el torneo PVP de la estación 14. Se relaciona especialmente en el partido con Fandral y Volstagg si se encuentran entre las partes del jugador.
- También aparece como un personaje desbloqueable en el videojuego Lego Marvel Vengadores.
- Hogun es un personaje jugable y un jefe en Marvel Future Fight.

### Juguetes
- Una figura de Hogun fue lanzado en Hasbro por 3.75 de la película, "Thor: The Mighty Avenger" en línea, debido a cuestiones de marcas, la cifra se comercializa como Marvel's Hogun.[58]